# Rob Fowler
Rob Morton Fowler (* 29. Mai 1972) ist ein britischer Schauspieler, Sänger und Musicaldarsteller.

## Leben
Rob Fowler ist gelernter Automechaniker und arbeitete zuerst im Motorsport. Daneben verfolgte er seine Leidenschaft für das Musical und nahm Privatunterricht. Im Alter von 25 Jahren bekam er ein Engagement am Key Theatre in Peterborough und absolvierte erste Auftritte unter anderem in Much Ado About Nothing. Ab 1997 ging er mit der Musicalversion der Buddy Holly Story auf Englandtournee.
2000 wurde er für die Bochumer Produktion von Starlight Express verpflichtet. Danach blieb er im deutschsprachigen Raum und ließ sich in Österreich nieder. Mehrere Jahre in Folge war er regelmäßiger Gast beim Musical Sommer Amstetten, spielte in Wien, Stuttgart und Köln. Drei Mal ging er mit der Rocky Horror Show in der Rolle des Frank'n' Furter auf große Tournee durch Deutschland, Österreich, die Schweiz und Südtirol.
Neben dem Schauspiel gründete er zusammen mit Zoltan Sebestyen 2003 die Rockband Morton. Mitte der 2000er hatten sie zwei kleinere Singleerfolge in Österreich. 2012 trat Rob Fowler bei der Castingshow The Voice of Germany an. Er entschied sich für Team BossHoss und kam bis ins Halbfinale, wo er an James Borges scheiterte.

## Diskografie
- 2007: Jesus Christ Superstar (Simon)
- 2007: Morton – Stop Crying Your Heart Out
- 2007: Morton – Heaven
- 2008: Morton – Started to Run (Ski Challenge)
- 2008: Morton – Sorry (Whatever I Do)
- 2008: Tutanchamun – das Musical (Cast-Album)
- 2009: Morton – Irish Girl
- 2010: Hairspray – das Musical (Cast Album)
- 2014: Dave Darell feat. Rob Fowler - Breakable

## Musical-Engagements
- 1997–1998: The Buddy Holly Story, Rolle: Joe B. Mauldin
- 2000: Starlight Express, Rolle: Caboose, Rusty, Greaseball
- 2001: Cats, Rolle: Rum Tum Tugger
- 2002: Tommy, Rolle: Lover, Pinball Lad
- 2003: The Wild Party, Rolle: Max, Scat Solist
- 2004: Footloose, Rolle: Chuck
- 2005: Jesus Christ Superstar, Rolle: Jesus
- 2005: Jesus Christ Superstar, Rolle: Pilatus
- 2003–2005: Elisabeth, Rolle: alt. Tod
- 2006–2007: Grease, Rolle: Vincent Fontaine, Teenangel
- 2006–2007: Footloose, Rolle: Chuck
- 2007: Best of Musicals, Rolle: Solist
- 2007: Hair, Rolle: Berger
- 2007: Carmen Cubana, Rolle: Joe
- 2008: Tutanchamun; Rolle: Haremhab
- 2008–2009: Rocky Horror Show (Tour), Rolle: Frank’n Furter
- 2009–2010: Hairspray, Rolle: Corny Collins
- 2010–2011: We Will Rock You, Rolle: Galileo
- 2011: Jesus Christ Superstar, Rolle: Simon/Annas
- 2011–2012: Rocky Horror Show (Tour), Rolle: Frank’n Furter
- 2013: Dracula (Musical, Röttingen: Burg Brattenstein), Rolle: Dracula
- 2014: Die Päpstin - Das Musical (Schlosstheater Fulda), Rolle: Gerold
- 2014–2015: Rocky Horror Show (Tour), Rolle: Frank’n Furter
- 2016: Next to Normal (Theater Dortmund), Rolle: Dan Goodman
- 2017: Bat Out of Hell (Manchester und London), Rolle: Falco
- 2023–2024: Tanz der Vampire (Stage Operettenhaus Hamburg), Rolle: Graf von Krolock[4]
- 2025: Bat out of Hell (UK Tour), Rolle: Falco